# Hans Weingartner

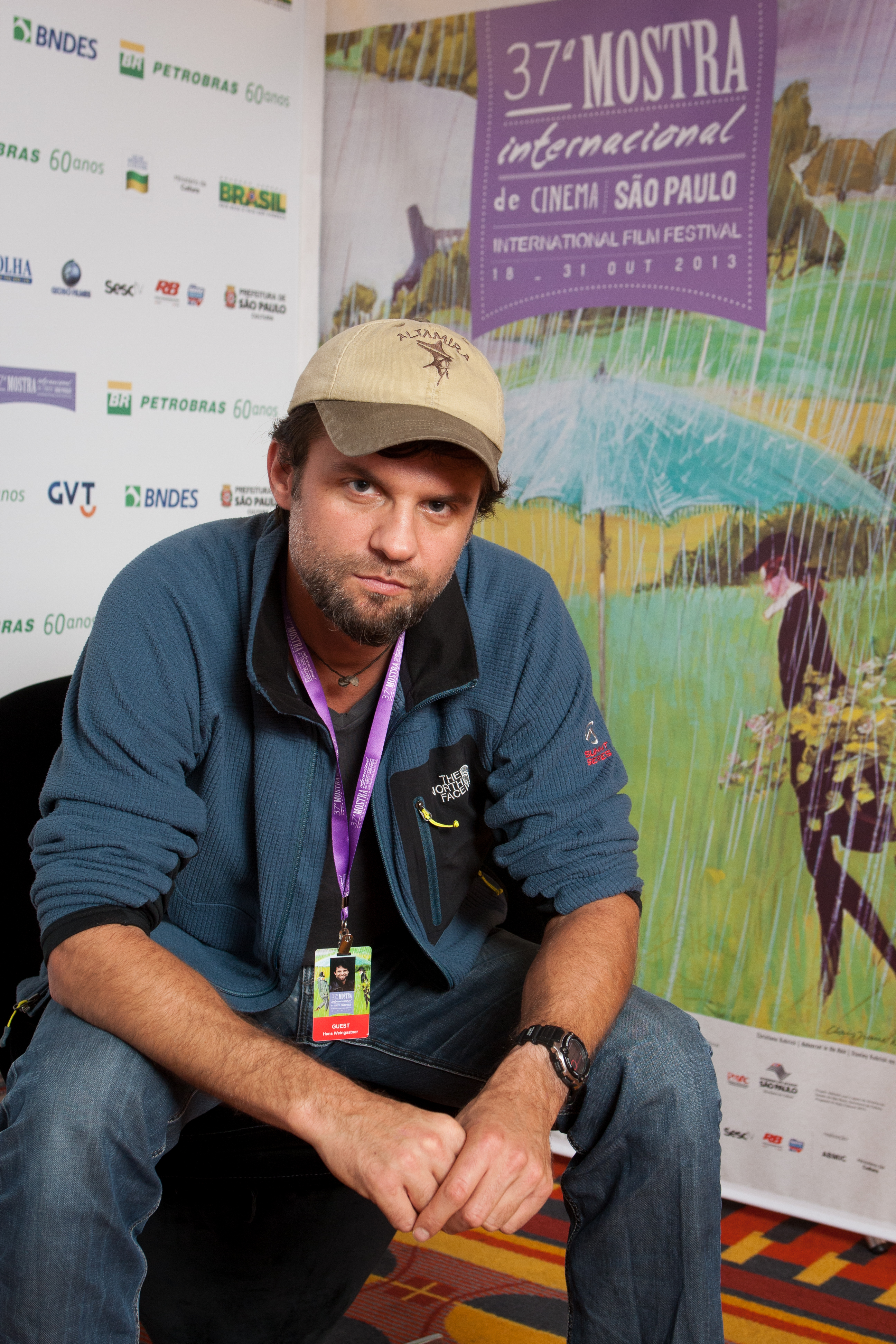
Hans Weingartner als Jurymitglied beim São Paulo Film Festival 2013.

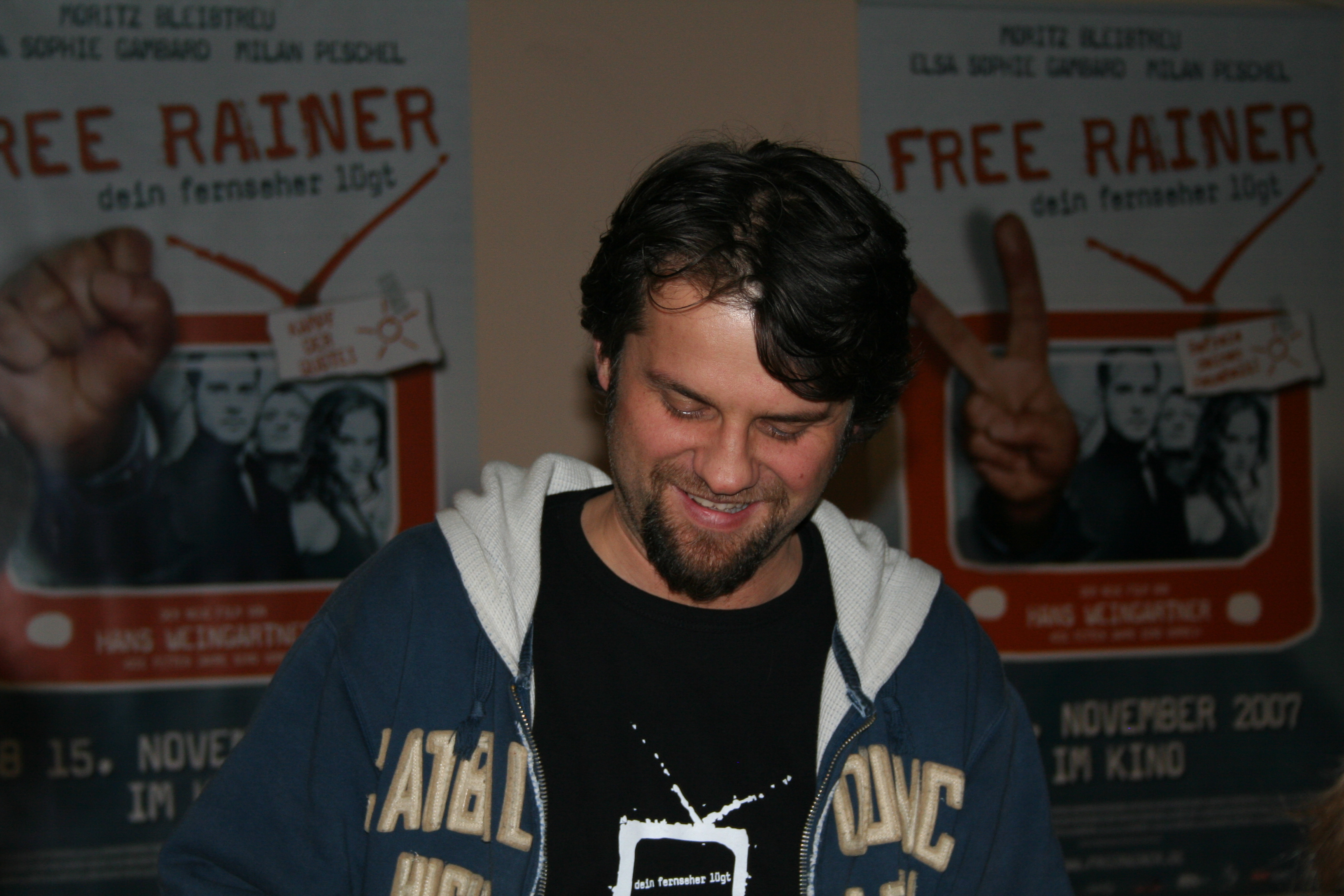
Hans Weingartner im Cineplex Münster bei der Preview seines Films Free Rainer (2007)

Hans Weingartner (* 22. Oktober 1970 in Feldkirch) ist ein österreichischer Filmregisseur, Filmproduzent und Autor.

## Leben und Wirken
Hans Weingartner wuchs als eines von acht Kindern in einem Ortsteil am Rande von Feldkirch, Vorarlberg in Österreich auf. Bereits als Jugendlicher experimentierte er mit der Videokamera, drehte Action-Filme mit viel Pyrotechnik, Stunts und Verfolgungsjagden mit dem Mofa.
Nach der Matura arbeitete er zunächst als Kanuführer in Kanada und als Skilehrer in Österreich. Später zog er nach Wien, wo er zuerst ein Semester Physik und danach Neurowissenschaften studierte.
Zu Beginn seines Studiums nahm er an einem Programmierwettbewerb der Stadt Wien teil und wurde zu „Österreichs Programmierer des Jahres“ gewählt. Sein Programm mit dem Namen „Supersonic“, dessen Entwicklung er im Rahmen eines Ferialjobs bei der Firma AKG in Wien begonnen hatte, simulierte beliebige akustische Räume zur Erzeugung von Frequenzgängen. Mit dem Preisgeld reiste er in die USA, wo er sich seine erste professionelle Videokamera kaufte, mit der er dann begann Kurzfilme zu drehen.
Parallel zu seiner naturwissenschaftlichen Ausrichtung ließ er sich beim Verband österreichischer Kameraleute zum Kameraassistenten ausbilden. Er arbeitete außerdem als Produktionsassistent am Wiener Drehort des amerikanischen Spielfilms Before Sunrise (1995), in der er zugleich einen Kurzauftritt als Kaffeehausgast absolvierte.
Danach zog er nach Berlin, wo er sein Studium an der neurochirurgischen Abteilung des Campus Benjamin Franklin der Charité abschloss.
Danach wechselte er das Fach und begann an der Kunsthochschule für Medien Köln Film zu studieren. Sein zu großen Teilen in der eigenen Wohngemeinschaft mit einem Budget von nur 42.000 DM gedrehter Diplomfilm Das weiße Rauschen (2001) war der erste lange Spielfilm, der an dieser Schule produziert wurde. Der Film handelt von einem jungen Mann, der an Schizophrenie erkrankt. Weingartner recherchierte ein Jahr lang in Kliniken und bei Betroffenen zu diesem Thema. In der Zeit erhielt er ein Stipendium des Landes Nordrhein-Westfalen für Hochbegabte.

Der Film feierte seine Premiere auf dem Filmfestival Max Ophüls Preis in Saarbrücken und wurde mit dem Hauptpreis des Festivals ausgezeichnet. Er gewann außerdem den First Steps Award, den Preis der deutschen Filmkritik für den besten Debütfilm sowie den Förderpreis für den besten Absolventenfilm. Daniel Brühl erhielt für seine Darstellung eines schizophrenen jungen Mannes 2002 den deutschen Filmpreis als bester Hauptdarsteller und schaffte damit seinen Durchbruch als Charakterdarsteller.
Im Sommer 2003 drehte Weingartner dann den kapitalismuskritischen Film Die fetten Jahre sind vorbei, der im Mai 2004 als erster deutscher Beitrag nach einer Pause von elf Jahren im Wettbewerb der Internationalen Filmfestspiele von Cannes gezeigt wurde und dort große Begeisterung auslöste. Er kam daraufhin in über 50 Ländern ins Kino und erreichte rund 1,5 Millionen Besucher.
2006 gründete er in Berlin die Produktionsfirma Kahuuna Films als Nachfolgerin von Y3 Film, die er zuvor für die Produktion von Die fetten Jahre sind vorbei ins Leben gerufen hatte.
2007 kam seine Satire Free Rainer – Dein Fernseher lügt ins Kino, mit Moritz Bleibtreu in der Hauptrolle des abgehalfterten TV-Produzenten Rainer, der eine Truppe von Rebellen um sich schart, die durch Manipulation der TV-Einschaltquoten eine Kulturrevolution in Deutschland auslösen.
2009 erschien der Episodenfilm Deutschland 09 – 13 kurze Filme zur Lage der Nation, an dem neben Weingartner die Regisseure Fatih Akın, Wolfgang Becker, Dominik Graf, Sylke Enders, Romuald Karmakar, Nicolette Krebitz, Isabelle Stever, Hans Steinbichler und Tom Tykwer beteiligt waren. Das aus Spiel- und Dokumentarfilmen bestehende Projekt ist eine an den Film Deutschland im Herbst (1978) angelehnte Auseinandersetzung mit der aktuellen politischen und gesellschaftlichen Realität in Deutschland. 
Die von Weingartner gedrehte Episode Der Gefährder orientiert sich an dem Ermittlungsverfahren gegen den Sozialwissenschaftler Andrej Holm.
2012 erhielt er für seine Regie an Die Summe meiner einzelnen Teile eine Nominierung für den Deutschen Filmpreis. Der Film stellt einen psychisch labilen Mathematiker (gespielt von Peter Schneider) in den Mittelpunkt, der nach einer stationär im Landeskrankenhaus behandelten Psychose auf der Straße landet und sich dort mit einem ukrainischen Jungen anfreundet. Gemeinsam fliehen die beiden aus der Stadt und bauen sich eine Hütte im Wald.
Im Oktober 2024 wurde Weingartner Mitglied der Deutschen Filmakademie.

## Stil und Merkmale
Weingartner wird immer wieder für seine hervorragende Schauspielarbeit gelobt. Die Darsteller seiner Filme gewinnen oft Preise und wurden vielfach ausgezeichnet. Daniel Brühl etwa erhielt für seine Darstellung eines schizophrenen jungen Mannes in Weingartners Film Das weiße Rauschen im Jahr 2002 seinen ersten deutschen Filmpreis, die Lola in Gold.
Burghart Klaußner gewann für seine Leistung in Weingartners Die fetten Jahre sind vorbei im Jahr 2005 ebenfalls den deutschen Filmpreis in Gold als bester Nebendarsteller, der Film verhalf ihm zu seinem großen Durchbruch als deutscher Filmstar. Peter Schneider wurde für seine Darstellung in Weingartners Film Die Summe meiner einzelnen Teile im Jahr 2012 für den deutschen Filmpreis nominiert. Elsa Schultz-Gambard wurde für ihre Darstellung der Figur Pegah in Free Rainer in Wien 2008 mit dem Undine Award als beste Hauptdarstellerin ausgezeichnet.
Thematisch übt er in seinen Filmen immer wieder Kritik an gesellschaftlichen Zuständen. So handelt Die fetten Jahre sind vorbei von drei jungen Globalisierungsgegnern, die sich mit anarchischen Aktionen gegen die Auswüchse des Kapitalismus einsetzen. In Free Rainer wendet er sich gegen eine Mediengesellschaft, die sich durch übertriebenen Konsum von Trashfernsehen der geistigen Verblödung hingibt. Ines Walk schrieb dazu auf film-zeit.de: „Die Arbeiten des Regisseurs stehen für eine neue Art politischen Kinos, wie es schon lange nicht mehr in Deutschland zu sehen war.“
Seine Gesellschaftskritik verbindet er dabei des Öfteren mit der Präsentation von Utopien, die (manchmal ironisch gebrochen) alternative Wege und Zustände aufzeigen. Hanns-Georg Rodek schrieb dazu in Die Welt: „Hans Weingartner ist einer der wenigen Filmemacher, die sich von der Realität ihre Utopien noch nicht austreiben ließen.“
Außerdem widmet er sich in seinen Filmen gerne den Schaltstellen zwischen Psyche und Gesellschaft und versucht, anhand der Beschreibung von Menschen in psychischen Grenzsituationen seelische Zustände mit gesellschaftspolitischen Entwicklungen zu verknüpfen (zum Beispiel in Das weiße Rauschen und Die Summe meiner einzelnen Teile).

## Filmografie
Regie, sofern nicht anders angegeben
- 1993: J-Cam (Kurzfilm)
- 1995: Der Dreifachstecker (Kurzfilm)
- 1999: Frank (Kurzfilm)
- 2001: Das weiße Rauschen (auch Drehbuch, Produktion, Kamera)
- 2004: Die fetten Jahre sind vorbei (auch Drehbuch, sowie Cameo-Auftritt)
- 2007: Free Rainer – Dein Fernseher lügt (auch Drehbuch, Produktion sowie Cameo-Auftritt)
- 2009: Gefährder (Kurzfilm zu dem Projekt Deutschland 09)
- 2011: Die Summe meiner einzelnen Teile (auch Drehbuch, Produktion)
- 2018: 303 (auch Drehbuch, Produktion)[19]

## Auszeichnungen
- 2001: First Steps Award für Das weiße Rauschen als Bester abendfüllender Spielfilm
- 2001: Förderpreis der Babelsberger Medienpreise für Das weiße Rauschen
- 2001: Max Ophüls Preis für Das weiße Rauschen als Bester Film
- 2002: Nominierung für den Deutschen Filmpreis für Das weiße Rauschen als Bester Spielfilm
- 2003: Preis der deutschen Filmkritik für den besten Debütfilm für Das weiße Rauschen
- 2004: Nominierung von Die fetten Jahre sind vorbei für die Goldene Palme bei den Internationalen Filmfestspielen von Cannes 2004
- 2004: Preis der deutschen Filmkritik für Die fetten Jahre sind vorbei als Bester Spielfilm
- 2004: Förderpreis Neues Deutsches Kino für Regie und Drehbuch für Die fetten Jahre sind vorbei
- 2004: Preis der Jury beim Capetown World Cinema Festival für Die fetten Jahre sind vorbei
- 2004: Preis der DEFA-Stiftung zur Förderung des künstlerischen Nachwuchses
- 2005: Publikumspreis beim Filmfestival Miami für Die fetten Jahre sind vorbei
- 2005: Deutscher Filmpreis in Silber für Die fetten Jahre sind vorbei als Bester Spielfilm sowie eine Nominierung für die Beste Regie
- 2012: Nominierung für den Deutschen Filmpreis in der Kategorie Beste Regie für Die Summe meiner einzelnen Teile
- 2018: Festival des deutschen Films – Regiepreis Ludwigshafen für 303[20]